# Seija Simola
Seija Simola (Helsínquia, 25 de setembro de 1944 – Vantaa, 21 de agosto de 2017) foi uma cantora finlandesa. Iniciou a sua carreira musical na década de 1960, mas o seu primeiro álbum a solo apenas surgiu em  1970. Em 1978, participou no Festival Eurovisão da Canção 1978, interpretando o tema Anna rakkaudelle tilaisuus (Deseja ao amor sorte) , realizado em Paris (22 de Abril). Nesse certame terminou no 18.º lugar, empatada com a canção da Turquia, recebendo apenas dois pontos. Apesar desta fraca classificação, continuou a sua carreira musical no seu país natal.

## Discografia
- Trio (1970)
- Seija Simola 1 (1970)
- Aranjuez mon amour - näkemiin (1970)
- Rakkaustarina (1971)
- Seija (1973)
- Tunteen sain (1976)
- Seijan kauneimmat laulut (1977)
- Katseen kosketus (1979)
- Tunteet (1984)
- Ota kii - pidä mua (1985)
- Seija (1986)
- 20 suosikkia - Sulle silmäni annan (1995)
- Parhaat - Seija Simola (1995)
- 20 suosikkia - Rakkauden katse (2002)
- Sydämesi ääni (2005)